# Arnaud Michel d'Abbadie
Arnaud-Michel d'Abbadie (Dublino, 24 luglio 1815 – castello d'Abbadie, 13 novembre 1893) è stato un esploratore francese.

## Biografia
Nato a Dublino da padre francese e madre irlandese, ricevette insieme al fratello maggiore Antoine Thomson d'Abbadie un'accurata istruzione scientifica.
Visse fino al 1837 in Algeria e insieme al fratello si mise in viaggio nel febbraio 1838 per Massaua. I due visitarono numerose regioni dell'Etiopia, tra cui le poco conosciute (all'epoca) regioni di Ennarea e di Kaffa. Rientrati in Francia nel 1848, iniziarono quindi a preparare i materiali raccolti in viaggio per le loro pubblicazioni.

## Attività e onorificenze
Nel 1850 ricevette la Medaglia grande della Società Geografica di Parigi.

## Opere
- 1850 – Voyage en Abyssinie
- 1868 – Douze ans dans la Haute-Éthiopie